# This Runs Through
This Runs Through es una banda cristiana de Metalcore originaria de Tampa, Florida. Se formó en abril del 2002. La banda lanzó un EP con 5 canciones bajo el sello Indianola Records antes de firmar con el sello cristiano hardcore, Facedown Records. La banda se separó antes de lanzar su primer CD, y dos canciones fueron agregadas en los CD "Writing Books And Changing Lives" y "Drowning Insecurities" que fueron lanzados por Facedown Records.
Al parecer se separaron porque Spencer Chamberlain no tenía mucho tiempo para esta banda, ya que también él es el vocalista de underØATH.
Tyson Shipman y Phil Chamberlain se unieron a la banda Sullivan después de la separación de este grupo.
El sonido del grupo toma influencias del Hardcore espacial de Hopesfall, mezclándolo con quiebres pesados, etéreas secciones de guitarra y los crescendos típicos del Emo y Post-hardcore.

## Integrantes
- Spencer Chamberlain – Vocalista (underØATH)
- Tyson Shipman – Guitarra (Sullivan)
- Kevin McCauley – Guitarra
- Josh Stanton – Bajo
- Phil Chamberlain – Batería (Sullivan)

Spencer y Phil son hermanos.

## Discografía
- Until Forever Finds Me (abril de 2003, Indianola Records)